# 浅香朝光
浅香 朝光（あさか ともみつ、生没年不詳））は、安土桃山時代から江戸時代前期の砲術家。通称は四郎左衛門。

## 経歴・人物
慶長頃の人物で、西村流砲術の祖である西村忠次の弟子種田木工助に学んだ。